# Центр математики и информатики
Центр математики и информатики (Centrum Wiskunde & Informatica, CWI) — один из ведущих европейских научно-исследовательских институтов в области математики и теоретической информатики. Его официальное английское наименование — «Национальный исследовательский институт математики и информатики» (англ. National Research Institute for Mathematics and Computer Science), а с момента основания в 1946—1983 гг. нидерландское название было «Математический центр» (нидерл. Mathematisch Centrum). В наше время здание CWI находится в районе под названием «Научный парк» (Science Park), который оно делит с несколькими другими НИИ и зданиями Амстердамского университета.
Основатели НИИ — Йоханнес ван дер Корпут, Давид ван Данциг, Юрьен Коксма, Крамерс, Хендрик Антони, Миннарт, Марсел и Схоутен, Ян Арнольдус.
Основная цель НИИ была задекларирована как разработка математического аппарата поддержки моделирования для больших инженерных послевоенных проектов Нидерландов 1940-х и 1950-х годов: проекта «Дельта», создания первого голландского компьютера ARRA, проектирования крыла самолёта Fokker F27 и т. п.
В 1947 году во главе центра стал Адриан ван Вейнгаарден, основатель голландской информатики, и в течение двадцати лет занимал пост директора, постепенно смещая акцент исследований в сторону теоретической и прикладной информатики. Как раз в это время в НИИ активно работает Эдсгер Дейкстра, сначала в качестве научного программиста, затем научного сотрудника, затем профессора. Они исследовали грамматики ван Вейнгаардена, языки программирования ALGOL-60 и ALGOL-68, исчисление процессов, структурное программирование, алгоритмы на графах и прочие темы. В 1983 году институт меняет название, чтобы оно точнее отражало истинное положение дел.
Сотрудник CWI Пит Бертема в 1980-е годы сыграл решающую роль в развитии европейского интернета — вначале в качестве ключевого активиста EUnet, затем как регистратор домена первого уровня .nl (25 апреля 1986) и первого домена второго уровня cwi.nl (1 мая 1986), и в последовавшие за тем десять лет занимаясь регистрацией всех нидерландских доменов вручную. В 1996 была создана Организация по регистрации интернет-доменов в Нидерландах (нидерл. Stichting Internet Domeinregistratie Nederland, SIDN), которая с тех пор выполняет его обязанности. Однако, к единому Интернету Центр математики и информатики был подключён только 17 ноября 1988 года, после долгих переговоров с американскими администраторами (которые вёл тот же П. Бертема). Это было первое открытое трансатлантическое соединение. Нынешняя домашняя страничка Пита Бертемы носит название GodfatherOf.nl — «крёстный отец домена .nl». За свои заслуги 9 июня 1999 года Пит Бертема получил статус кавалера ордена Нидерландского льва. Подобных наград удостаивались и другие сотрудники CWI: Лекс Схрейвер (рыцарь ордена льва, 2005), Паул Клинт (офицер ордена Оранских-Нассау, 2013) и т. п.
В отличие от теоретической информатики, вычислительная математика хуже приживалась в самом CWI, однако в 1971 году совместными усилиями Математического центра, Амстердамского университета и Свободного университета Амстердама был основан отдельный НИИ Академический вычислительный центр, ориентированный на работу с суперкомпьютерами и высокоточной визуализацией. В качестве примера ведущихся в CWI исследований, связанных с длительными масштабными вычислениями, можно привести работы Хермана те Риле: подтверждение гипотезы Римана для первых полутора миллиардов нулей дзета-функции; доказательство ошибочности гипотезы Мертенса; верхнее приближение для числа Скьюза; факторизация особо больших чисел для взлома RSA-140 и RSA-155.
С середины 1980-х годов в рамках исследований Центра математики и информатики рождаются несколько языков программирования, в частности ABC, Alma-0, SMIL и Python, последний из которых получил особенно широкое международное распространение. Вопреки распространённому заблуждению, Питон не был отдельным проектом CWI, его создатель Гвидо ван Россум создал первый прототип во время рождественных каникул 1989 года, потому что не был доволен практичностью ABC (который был официальным проектом CWI).
Известный криптограф Дэвид Чаум опубликовал свою знаменитую задачу об обедающих криптографах также во время работы в Центре математики и информатики.